# Glypta marianae
Glypta marianae är en stekelart som beskrevs av Dasch 1988. Glypta marianae ingår i släktet Glypta och familjen brokparasitsteklar. Inga underarter finns listade i Catalogue of Life.